# Європа зараз!
Європа зараз! (чорн. Pokret Evropa sad!) — центристська політична партія в Чорногорії, заснована колишніми міністрами фінансів та економіки Мілойко Спаїчем та Яковом Мілатовичем відповідно. Вони описують партію, як ліберальну, економічну та антикорупційну.

## Історія
Рух було засновано 26 червня 2022 року Мілойко Спаїчем та Яковом Мілатовичем, колишніми незалежними міністрами фінансів та економіки відповідно, в рамках недовговічного технократичного уряду на чолі з Здравко Кривокапичем, сформованого після зміни правлячого режиму на парламентських виборах 2020 року. Раніше, оголосивши про спільну політичну діяльність та формування нового політичного руху ще в лютому 2022 року, незабаром після того, як технократичний уряд Здравко Кривокапича втратив довіру нової парламентської більшості.
Окрім Спаїча та Мілатовича, видними членами-засновниками руху є колишній міністр оборони Олівера Іняц та університетський професор Філіп Іванович. Назва руху ідентична програмі економічних реформ, яка включала популістський набір заходів, які збільшили мінімальну заробітну плату з 222 до 450 євро шляхом скорочення внесків на охорону здоров'я, запущену в січні 2022 року міністрами Спаїчем та Мілатовичем під час їх перебування на посаді.
Партія дебютувала на місцевих виборах у жовтні 2022 року, домігшись хороших результатів, особливо на виборах у столиці Подґориці, які призвели до падіння влади популістської Демократична партія соціалістів президента Міло Джукановича, яка правила містом з 1990-х років. Мером міста стала колишній міністр оборони та діюча віцепрезидент партії — Олівера Іняц. Європа зараз також отримала посаду мера Даниловграда та Жабляк, увійшовши до складу нових правлячих коаліцій у 7 з 11 муніципалітетів, у яких вони брали участь у виборах. Усі опитування громадської думки, опубліковані після місцевих виборів, станом на березень 2023 року показали зростання підтримки партії населенням.
У січні 2023 року співзасновник руху Мілойко Спаїч висунув свою кандидатуру на президентських виборах у березні 2023 року. Проте під час передвиборчої компанії, центральна виборча комісія, що складається переважно з делегатів Демократичної партії соціалістів, дискваліфікувала Спаїчане чекаючи завершення розслідування, розпочатого Міністерством внутрішніх справ через його подвійне громадянство (Чорногорії та Сербії). Виходячи з Конституції Чорногорії, Спаїч не може балотуватися в президенти Чорногорії, оскільки він має інше громадянство, окрім чорногорського, та не проживав на території Чорногорії протягом останніх десяти років.
Невдовзі після цього партія вирішила висунути іншого свого співзасновника Якова Мілатовича. У першому турі Мілатович перевершив результати опитувань, набравши 29 % голосів і зрештою перемігши довго правлячого чинного президента Міло Джукановича у другому турі 2 квітня, набравши приблизно 60 % голосів.
Спаїч зрештою очолив партії перед парламентськими виборами 2023 року, на яких вона стала найбільшою партією, отримавши 24 місця у парламенті, та невдовзі стане Прем'єр-міністром Чорногорії.

## Результати виборів

### Президентські вибори
| Вибори | Кандидат       | 1 тур  | 1 тур   | 2 тур   | 2 тур   | Результат |
| Вибори | Кандидат       | Голоси | %       | Голоси  | %       | Результат |
| ------ | -------------- | ------ | ------- | ------- | ------- | --------- |
| 2023   | Яков Мілатович | 97,858 | 28.92 % | 221,592 | 58.88 % | Перемога  |

### Парламентські вибори
| Вибори | Лідер партії  | Результати | Результати | Результати          | Результати | Альянс                         | Місце | Член уряду |
| Вибори | Лідер партії  | Голоси     | %          | Кількість депутатів | +/–        | Альянс                         | Місце | Член уряду |
| ------ | ------------- | ---------- | ---------- | ------------------- | ---------- | ------------------------------ | ----- | ---------- |
| 2023   | Мілойко Спаїч | 77,203     | 25.53 %    | 22 / 81             | Нова       | Європа зараз!-Єдина Чорногорія | 1     | Коаліція   |

## Займані посади
| Президент Чорногорії       | Роки   |
| -------------------------- | ------ |
| Яков Мілатович             | З 2023 |
| Прем'єр-міністр Чорногорії | Роки   |
| Мілойко Спаїч              | З 2023 |
| Мер Подгориці              | Роки   |
| Олівера Іняц               | з 2023 |